# Bisten (rivière)
Pour les articles homonymes, voir Bisten.
La Bisten (die Bist en allemand) est une petite rivière franco-allemande, qui conflue avec la Sarre, en rive gauche, à Wadgassen, en Allemagne.

## Géographie
La longueur de son cours d'eau est de 26,3 km dont 15,8 km en France.
Elle prend sa source sur la commune de Bisten-en-Lorraine, au lieu-dit Schlangenfeld, à 282 m d'altitude, dans le département de la Moselle, en région Grand Est.
Elle traverse les communes françaises de Bisten-en-Lorraine, Varsberg, Ham-sous-Varsberg et Creutzwald, où le plan d'eau est créé en 1967 sur son lit. Elle passe ensuite la frontière franco-allemande et traverse les localités allemandes de Bisten, Überherrn, Differten, Werbeln, Schaffhausen (Sarre) et Wadgassen.
La Bisten conflue en rive gauche de la Sarre, à Wadgassen juste après être passée sous l'autoroute E29.

## Affluents
La Bisten a trois affluents référencés en France :
- le Ruisseau Bruchbach (rd), 4,9 km sur les trois communes de Ham-sous-Varsberg, Varsberg, Boucheporn.
- le ruisseau de Guerting (rg), 5,2 km sur les trois communes de Guerting, Ham-sous-Varsberg, Coume.
- le ruisseau de Diesen ou ruisseau le Frochenpfuhl (rd), 5 km sur les trois communes de Creutzwald, Diesen, Porcelette.

Géoportail ajoute
- le Leibsbach (rg)
- le Scheiderweisgraben (rg)
- le Grossbach avec le Bitzelbach,
- le Raubach (rg)
- le Weisbach (rg)

En Allemagne, les affluents sont :
- le Höllengraben (rg)
- le Faulebach (rd)
- le Werbelerbach (rd)

## Hydrologie
La Bisten a été observée à la station hydrologique de Creutzwald - A9612010, pour un bassin versant de 55,8 km2 et le bassin versant en France est de 110 km2.
Le module à Creutwald est de 0,617 m3/s.

## Toponymes
La Bisten donne son hydronyme aux localités française de Bisten-en-Lorraine et allemande de Bisten.